# Mikael Holmberg
Mikael "Holma" Holmberg, född 18 maj 1963 i Örebro i Sverige, är en före detta svensk professionell ishockeyspelare, som tidigare har spelat för bland annat Örebro IK och Färjestads BK. Den 9 oktober 2014 utsåg Örebro Hockey Mikael Holmberg som en av sina legendarer för ishockeyn i Örebro.
Han är far till fotbollsspelaren Kalle Holmberg.

## Klubbar
- Örebro IK (1980/1981–1984/1985)
- Färjestads BK (1985/1986–1990/1991)
- Örebro IK (1991/1992–1993/1994)
- Leksands IF (1994/1995–1996/1997)
- Wiener EV (1997/1998)
- Örebro IK (1998/1999)